# 휴전

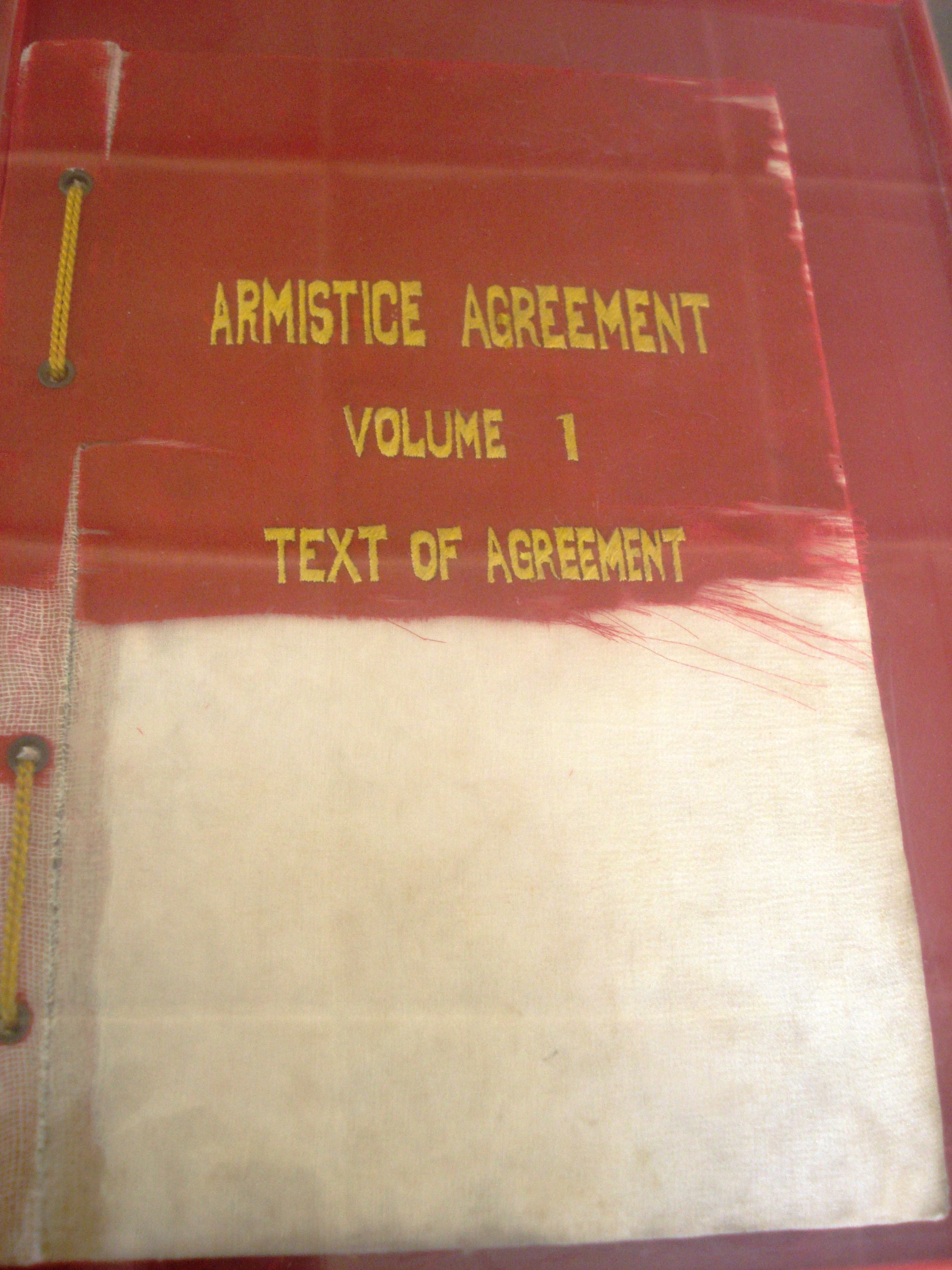
6·25 전쟁 휴전 협정서 제1권

휴전(休戰, armistice)은 전투행위는 멈추나 전쟁은 지속되는 상태로서 국제법상 전쟁 상태이지만 당사국 간 협상으로 전체 전선에서 전쟁이 중단된 상태를 의미한다.
휴전 협정은 잠정적인 합의에 불과하며, 평화 조약과는 별개다.
비슷한 개념인 정전(停戰, ceasefire, truce)은  전쟁 중인 나라들이 전투를 일시적으로 중단 및 정지하는 것으로 일부 전선 혹은 전면적으로 선포되어 시행된다.

## 특징
정전(停戰, ceasefire, truce)은 일반적으로 한정된 기간이나 한정된 장소에서 적대 행위나 폭력을 일시적으로 중단하는 것을 말한다. 즉 정전 (군사)은 휴전 협정 체결을 위한 사전 정지작업처럼 여겨지기도 한다.
휴전 협정은 잠정 협정(modus vivenbi)이기 때문에, 합의나 비준에 수개월 또는 수년이 걸리는 평화 조약과는 차이가 있다. 양측의 군대가 정전한 뒤, 잠정 협정인 휴전 협정이 이어져 전투의 종료가 합의되고 그 후에 서로의 지위를 정하는 평화 조약까지 연결되면 전쟁은 정식으로 종결된다. 그러나 반드시 이 순서대로 전쟁이 끝나는 것은 아니다. 
1953년 7월 27일 체결된 한국 전쟁의 정전 협정은, 휴전 협정 체결이 평화 조약까지 이어지지 않은 대표적인 예이다.

## 같이 보기
- 정전
- 한국 군사 정전에 관한 협정
- 강화조약
- 북미평화협정